# Coppa delle nazioni del Golfo 1996
La Coppa delle Nazioni del Golfo 1996, 13ª edizione del torneo, si è svolta in Oman dal 15 ottobre al 28 ottobre 1986. È stata vinta dal Kuwait.

## Squadre partecipanti
- Oman (ospitante)
- Emirati Arabi Uniti
- Bahrein
- Kuwait
- Qatar
- Arabia Saudita

## Classifica Finale
| Team                | Pld | W | D | L | GF | GA | GD | Pts |
| ------------------- | --- | - | - | - | -- | -- | -- | --- |
| Kuwait              | 5   | 4 | 0 | 1 | 7  | 4  | +3 | 12  |
| Qatar               | 5   | 3 | 1 | 1 | 9  | 5  | +4 | 10  |
| Arabia Saudita      | 5   | 2 | 2 | 1 | 8  | 6  | +2 | 8   |
| Emirati Arabi Uniti | 5   | 1 | 3 | 1 | 5  | 5  | 0  | 6   |
| Bahrein             | 5   | 0 | 2 | 3 | 4  | 8  | -4 | 2   |
| Oman                | 5   | 0 | 2 | 3 | 2  | 7  | -5 | 2   |